# Eksekvatur
Efter udnævnelse af en konsul retter ambassaden i modtagerstaten henvendelse til modtagerstatens udenrigsministerium for at opnå anerkendelse, jf. Wienerkonventionen om konsulære relationer, hvorefter konsulen får adgang til at varetage sine opgaver ved en bemyndigelse fra modtagerstaten, der uanset i hvilken form bemyndigelsen foreligger, betegnes som eksekvatur. 
En stat, som afslår at meddele eksekvatur, er ikke forpligtet til at begrunde et sådant afslag over for udsenderstaten. 